# تعلم رقمي
التعلم الرقمي هو أي نوع من التعلم مصحوبًا بالتكنولوجيا أو بممارسة تعليمية تستخدم التكنولوجيا بشكل فعال. ويشمل تطبيق مجموعة واسعة من الممارسات، بما في ذلك التعلم المدمج والافتراضي.
أحيانًا يتم الخلط بين التعلم الرقمي والتعلم عبر الإنترنت أو التعلم الإلكتروني؛ يشمل التعلم الرقمي المفاهيم المذكورة أعلاه.

## نظرة عامة
قد تتضمن إستراتيجية التعلم الرقمي أيًا مما يلي أو مزيجًا منه:
- التعلم التكيفي
- badging و gamification
- التعلم المختلط
- تقنيات الفصول الدراسية
- الكتب المدرسية الإلكترونية
- تحليلات التعلم
- كائنات التعلم
- التعلم المتنقل، على سبيل المثال الهواتف المحمولة وأجهزة الكمبيوتر اللوحية وأجهزة الكمبيوتر المحمولة وأجهزة الكمبيوتر.
- التعلم الشخصي
- التعلم عبر الإنترنت (أو التعلم الإلكتروني)
- المصادر التعليمية المفتوحة (OERs)
- التدريس والتعلم المعززان بالتكنولوجيا
- الواقع الافتراضي
- الواقع المعزز

من خلال استخدام تقنيات الهاتف المحمول، يمكن التعلم أثناء السفر.

## أصول التدريس التي تتضمن التعلم الرقمي
يهدف التعلم الرقمي إلى تعزيز تجربة التعلم بدلاً من استبدال الأساليب التقليدية تمامًا. المدرجة أدناه هي طرق التدريس الشائعة، أو ممارسات التدريس، التي تجمع بين التقنية والتعلم:
- تعلم مدمج
- تعليم على الإنترنت
- التعلم المعكوس
- 1:1 التعلم
- التعليمات المتباينة
- التعلم الفردي
- تعلم شخصي
- اللعب في التعلم  [لغات أخرى]‏
- الفهم بالتصميم (UBD)
- التصميم الشامل للتعلم (UDL)

## أدوات وموارد التعلم الرقمي
هناك عدد كبير من الأدوات والموارد عبر الإنترنت (العديد منها مجاني)التي يمكن استخدامها لإنشاء وتعزيز بيئة تعليمية رقمية.
وفيما يلي الموارد والأدوات التي يمكن لمعلمي القرن الحادي والعشرين استخدامها للتعلم الرقمي:
•RSSا أو القراء الاجنماعي.
•المنتديات وقوقل.
• قنوات اليوتيوب.
•اي تونز.
•معالجات النصوص المستندة إلى السحابة الإلكترونية والتي تسمى بالحوسبة السحابية (Google Drive).
•منصات مشاركة الملفات.
•ايفرنوت.
•محفظة رقمية.
•زوتيرو(برنامج حاسوب)